# گئورگ جاهوکیان

گئورگ جاهوکیان (ارمنی: Գևորգ Ջահուկյան، زاده ۱۹۲۰ – درگذشته ۲۰۰۵) زبان‌شناس، فیلسوف و استاد ممتاز و عضو فرهنگستان ملی علوم ارمنستان بود.

## زندگی‌نامه
وی در یکم آوریل سال ۱۹۲۰ در روستای شاه‌نظر (متساوان کنونی) در استان لوری ارمنستان شوروی زاده شد. او در سال ۱۹۴۱ از دانشکده فلسفه دانشگاه دولتی ایروان فارغ‌التحصیل شد. او از سال ۱۹۴۱ تا ۱۹۴۳ در جنگ جهانی دوم حضور داشت.
او در سال ۱۹۴۵–۱۹۴۹ مدرس ارشد دانشکده فلسفه YSU بود، از ۱۹۴۸ تا ۱۹۵۷ ریاست گروه زبان‌های خارجی را بر عهده داشت، از ۱۹۵۷ تا ۱۹۷۰ رئیس کرسی رمانتیک و فلسفه ژرمنی بود، از ۱۹۷۰ او استاد کرسی زبان‌شناسی عمومی بود و از سال ۱۹۶۲ تا پایان عمر مدیر انستیتوی زبان آچاریان و رئیس شورای حرفه‌ای زبان‌شناسی آکادمی علوم ارمنستان شوروی بود. دو جلد تاریخ زبان‌شناسی (ایروان، ۱۹۶۰–۱۹۶۲ گ، ۲۰۱۵) و زبان‌شناسی عمومی ارمنستان (ایروان، ۱۹۷۸) منجر به ایجاد ایده‌ای برای ایجاد زبان مشترک شد که در مونوگرافی نظریه عمومی زبان به اجرا درآمد (روسی، مسکو، ۱۹۹۹، انگلیسی، ۲۰۰۳). او در سال ۱۹۸۸ جایزه دولتی ارمنستان شوروی را دریافت کرد. وی در ۸ ژوئیه ۲۰۰۵ در ایروان درگذشت. نیم‌تنه برنزی وی در لابی ساختمان اصلی YSU قرار گرفته‌است، یکی از کلاس‌های دانشکده فلسفه ارمنستان به نام وی نامگذاری شده‌است.

## نگارخانه

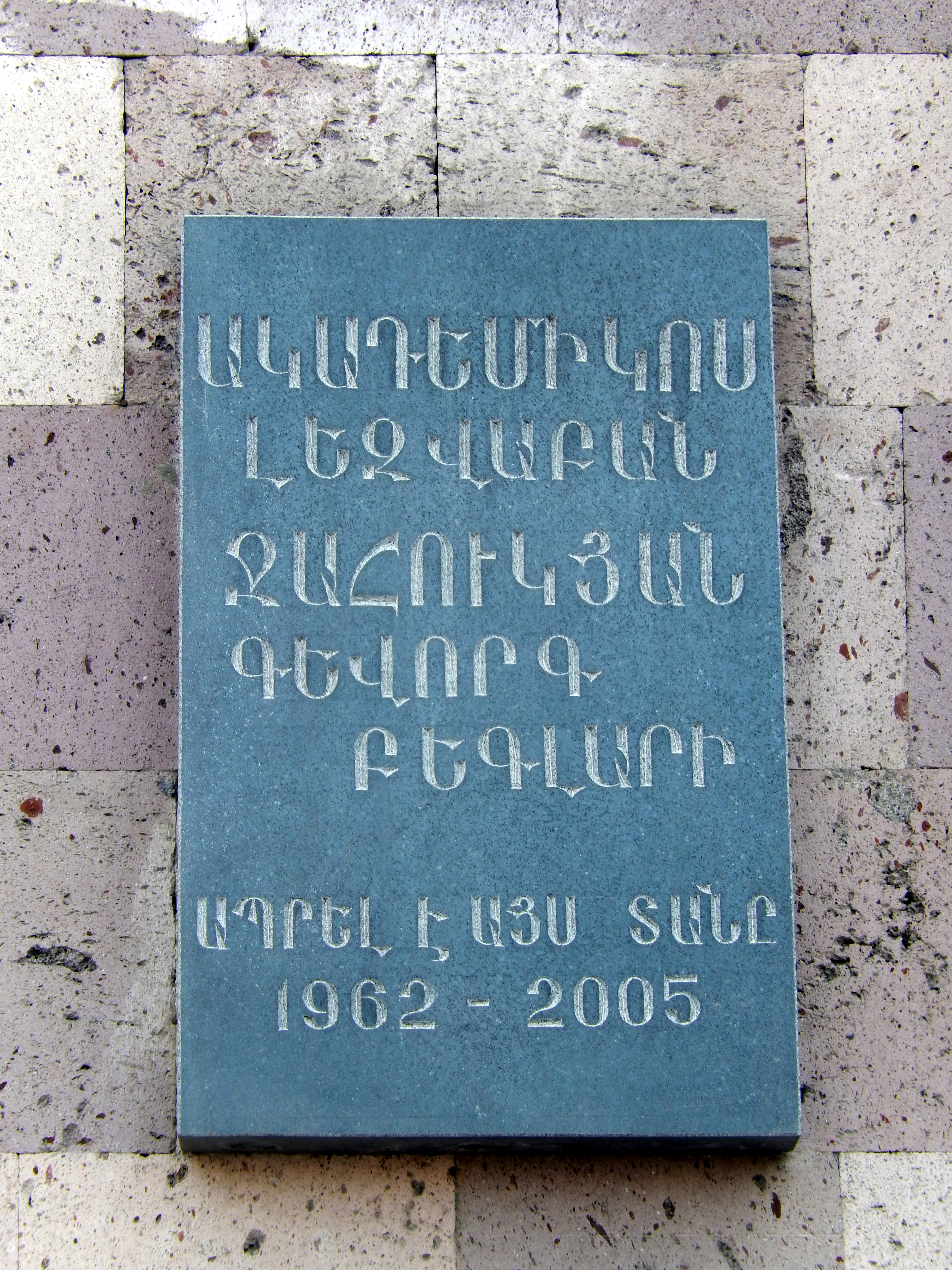
پلاک یادبود در خیابان ۴ چارنتس، ایروان